# Radoszewice (Łódź)
Pour les articles homonymes, voir Radoszewice.
Radoszewice (prononciation [radɔʂɛˈvit͡sɛ]) est un village de la gmina de Siemkowice, du powiat de Pajęczno, dans la voïvodie de Łódź, situé dans le centre de la Pologne.
Sa population s'élevait à 954 habitants en 2011.

## Administration
De 1975 à 1998, le village était attaché administrativement à l'ancienne voïvodie de Sieradz.

Depuis 1999, il fait partie de la nouvelle voïvodie de Łódź.